# پایین‌تر از سطح دریای آزاد

## قاره آسیا
بحرالمیت یا دریای مرده واقع در مرز فلسطین و اردن: ۴۱۸ متر زیر سطح دریا، پست‌ترین نقطه قاره آسیا و جهان
دریاچه جلیل واقع در فلسطین: ۲۱۴ متر زیر سطح دریا
شهر اریحا واقع در کرانه باختری رود اردن: ۲۵۸ متر زیر سطح دریا، پست‌ترین شهر جهان
بیت‌شئان واقع در فلسطین: ۱۲۰ متر زیر سطح دریا
دره تورفان واقع در چین: ۱۵۴ متر زیر سطح دریا
سواحل دریای خزر: ۲۸ متر زیر سطح دریا، پست‌ترین نقطه کشورهای ایران، روسیه، جمهوری آذربایجان، ترکمنستان و قزاقستان
کوتاندو در ایالت کرالا هند: ۲ متر زیر سطح دریا
هاچیروگاتا در ژاپن: ۴ متر زیر سطح دریا

## قاره آفریقا
دریاچه عسل در جیبوتی: ۱۵۳ متر زیر سطح دریا، پست‌ترین نقطه آفریقا
صحرای کاندل در اتیوپی: ۱۲۵ متر زیر سطح دریا
چاله قطره در مصر: ۱۳۳ متر زیر سطح دریا
شط ملغیغ در الجزایر : ۴۰ متر زیر سطح دریا

## قاره اقیانوسیه
دریاچه ایر در استرالیا : 16 متر زیر سطح دریا
دشت تایری در نیوزلند (زلاند نو) : ۲ متر زیر سطح دریا

## قاره اروپا
سواحل هلند : 1 تا 7 متر زیر سطح دریا
فنز (the fens) در بریتانیا : 7 متر زیر سطح دریا
لامفجورد در دانمارک : 7 متر زیر سطح دریا
کریستیان استند در سوئد : ۲ متر زیر سطح دریا

## قاره آمریکای شمالی
حوضه بدواتر , دره مرگ (دث ولی) در ایالات متحده آمریکا : 86 متر زیر سطح دریا
نیلند (Niland), کالیفرنیا در ایالت متحده آمریکا : 43 متر زیر سطح دریا
Lago Enriquillo در جمهوری دومینیکن : 46 متر زیر سطح دریا

## قاره آمریکای جنوبی
لاگوآ دل کاربون در آرژانتین : 105 متر زیر سطح دریا

## قاره قطب جنوبی
دره عمیق , تپه‌های وستفلد در قطب جنوب : 50 متر زیر سطح دریا